# André Mattoni

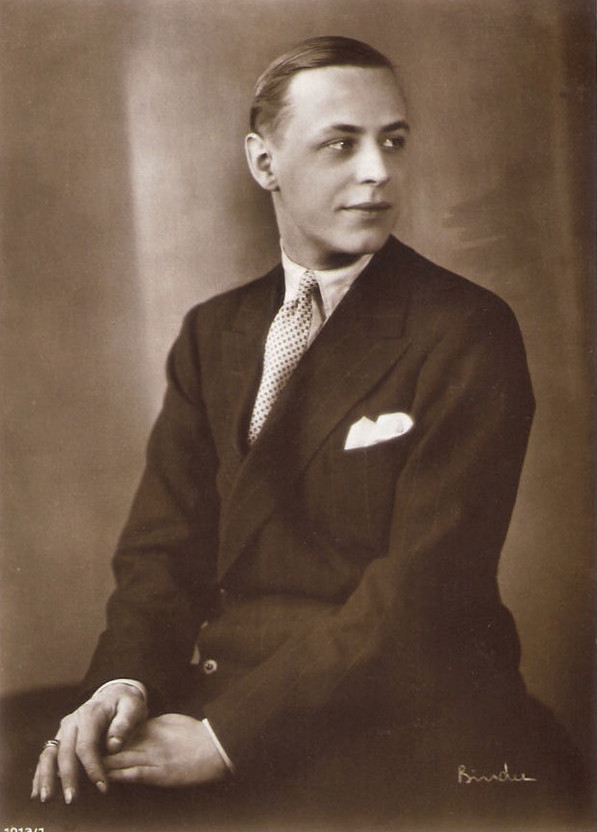
André Mattoni um 1927

André Mattoni, gebürtig Andreas Leo Otto Edler von Mattoni, (* 23. Februar 1900 in Karlsbad; † 11. Jänner 1985 in Wien) war ein österreichischer Schauspieler.

## Leben
Er war der Sohn des Kaufmanns Heinrich Edler von Mattoni (* 4. Juni 1874; † 1939) und der Adele, geb. Pupp (* 3. März 1874, Tochter des Grandhotel-Besitzers Julius Pupp (1844–1902)) aus Karlsbad und kam im Haus Nr. 716 zur Welt. Der Besitzer des Kurortes Gießhübl-Sauerbrunn, Heinrich von Mattoni, Gründer der Karlsbader Quellwasser-Dynastie Mattoni, war sein Großvater. André besuchte das Theresianum in Wien und erhielt seine künstlerische Ausbildung bei dem Burgschauspieler Franz Herterich. Als Eleve gab er 1922/23 sein Debüt am Burgtheater.
Anschließend agierte er an den Wiener Kammerspielen, sodann auf Tournee in Aussig, Brünn, Olmütz und Bodenbach. Im Herbst 1924 gelangte er nach Berlin und setzte dort seine Theaterarbeit fort.
Schon in seinem ersten Jahr in Berlin erhielt er eine Filmrolle und wurde ein Jahr darauf mit einer bedeutenden Rolle in Friedrich Wilhelm Murnaus Tartüff bekannt. Er war daraufhin als Hauptdarsteller für Fritz Langs Metropolis vorgesehen, die Rolle ging jedoch nach einigen Wochen Drehzeit, die Lang nicht zufrieden stellten, an Gustav Fröhlich.
Mattoni verkörperte in mehreren Rollen galante Liebhaber, geriet jedoch allmählich in Vergessenheit. 1933 kehrte er nach Österreich zurück und trat am Theater in der Josefstadt auf. Seit 1938 lebte er in Rom und wirkte in italienischen Filmen mit. 1942 ging er wieder nach Wien, wo er fortan wohnte. Nach dem Krieg betätigte er sich kurzzeitig als Filmproduktionsleiter.
Zwischen 1957 und 1964 war er ein wichtiger Mitarbeiter des Leiters der Wiener Staatsoper Herbert von Karajan. 1978 trat er selbst in der Oper Der junge Lord als alter Lord auf. In ihrer Autobiographie Mein Leben an seiner Seite beschreibt ihn Eliette von Karajan als Privatsekretär von Herbert von Karajan, der 1958 ihre Eheschließung organisierte.

## Filmografie
| - 1925: Ein Sommernachtstraum - 1925: Die gefundene Braut - 1925: Das Fräulein vom Amt - 1925: Tartüff - 1926: Warum sich scheiden lassen? - 1927: Svengali - 1927: Alt-Heidelberg (The Student Prince in Old Heidelberg) - 1927: Leichte Kavallerie - 1927: Was die Kinder ihren Eltern verschweigen - 1927: Die raffinierteste Frau Berlins - 1928: Marys großes Geheimnis - 1928: Charlott etwas verrückt - 1928: Glück bei Frauen - 1929: Straßenbekanntschaften - 1929: Wem gehört meine Frau? - 1929: Der Mitternachtswalzer - 1929: Hütet Euch vor leichten Frauen - 1929: Die Schleiertänzerin - 1929: Die nicht heiraten dürfen | - 1930: Wenn Du noch eine Heimat hast - 1930: Sturm auf drei Herzen - 1931: Stürmisch die Nacht - 1932: Ein süßes Geheimnis - 1933: Spione am Werk - 1935: Hoheit tanzt Walzer - 1938: Immer, wenn ich glücklich bin - 1940: Taverna rossa - 1941: Barbablù - 1942: Viel Lärm um Nixi - 1942: Non mi sposo più (Italien. Vers. des vorhergehenden Films) - 1942: Drei tolle Mädels - 1942: Dove andiamo, signora? - 1943: Abenteuer im Grandhotel - 1944: In flagranti - 1944/49: Wiener Mädeln - 1949: Matthäus-Passion (nur Co-Produktionsleitung) - 1950: Land der Sehnsucht (nur Co-Produktionsleitung) |